# ماریا زاتورنسکا
ماریا زاتورنسکا (انگلیسی: Marya Zaturenska؛ ‏۱۲ سپتامبر ۱۹۰۲ – ۱۹ ژانویهٔ ۱۹۸۲) یک شاعر، و پدیدآور اهل ایالات متحده آمریکا بود.